# Allan Hellmeister
Allan Hellmeister (ur. 12 czerwca 1986 roku w São Paulo) – brazylijski kierowca wyścigowy.

## Kariera
Hellmeister rozpoczął karierę w wyścigach samochodowych w 2002 roku od startów w Brazylijskiej Formule Renault, gdzie raz stawał na podium. Z dorobkiem 40 punktów uplasował się tam na 14 pozycji w klasyfikacji generalnej. W późniejszych latach pojawiał się także w stawce Południowoamerykańskiej Formuły 3, Holenderskiej Formuły Renault, Europejskiego Pucharu Formuły Renault 2.0, Renault Super Clio Cup Brazil, Stock Car Brasil Copa Nextel, GT3 Brasil Championship, Trofeo Maserati Brazil, Stock Car Copa Vicar, Stock Car V8, GT4 Brasil Championship (mistrz w 2012 roku), Avon Tyres British GT Championship, Trofeo Linea Brasil, Itaipava GT4 Brasil, Brazilian Endurance Championship oraz Southamerican Championship.